# Wuhr

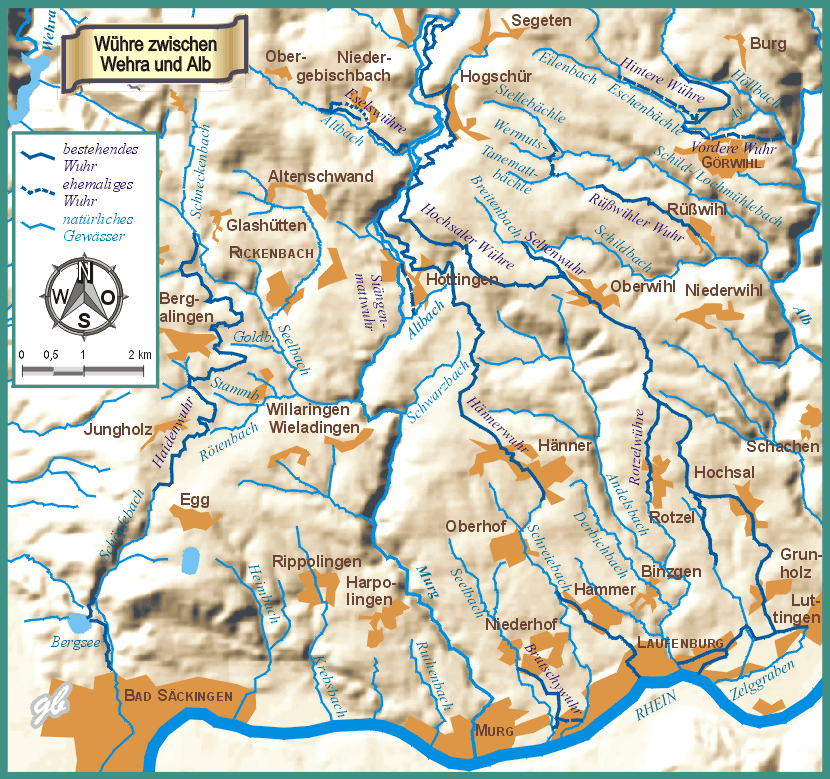
Karte der Wühre zwischen Wehra und Alb

Ein Wuhr (Plural Wuhre, Wühre, Wuhren oder Wühren) ist ein künstlicher Wasserlauf im Südschwarzwald. Weiterhin wird der Begriff im süddeutschen Raum und in der deutschsprachigen Schweiz auch als Synonym für Wehr oder Hochwasser-Schutzdamm genutzt. Die Verwendung als Bezeichnung für künstliche Wasserläufe ist auf Regionen im Südschwarzwald begrenzt.

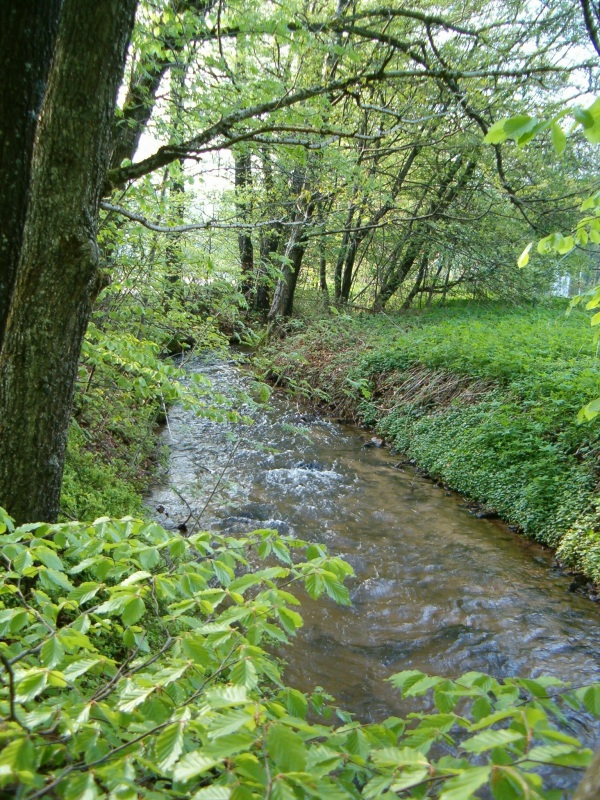
Hännemer Wühre auf der Wasserscheide beim Süßhof in Hottingen

## Geschichte
Die genaue Zeit der Errichtung der Wühre im Südschwarzwald ist nicht bekannt. Erwähnungen der Wühre im Spätmittelalter deuten lt. Metz, ohne Nennung eines Beleges, darauf hin, dass diese schon im späten 12. Jahrhundert im Südschwarzwald angelegt wurden. Da die Besiedlung der Hochlagen der ehemaligen Grafschaft Hauenstein frühestens im 13. Jh. begonnen wurde, ist von der Anlage der dortigen Wühre frühestens in der Folgezeit auszugehen. Daten zu ersten Nennungen einzelner Wühre werden nachstehend bei der Beschreibung einzelner Wühre genannt. Die ursprüngliche Aufgabe der Wühre war, die Antriebskraft für die Blasebälge und Schmiedehämmer der Eisenhütten und für Säge- und Getreidemühlen bereitzustellen. Andere Nutzungen, insbesondere die Wiesenwässerung, die außerhalb der Betriebszeiten, also nachts und an Sonn- u. Feiertagen, erfolgte, waren zweitrangig und gewannen erst mit dem Rückgang der Mühlen und Hüttenbetriebe an Bedeutung. Dennoch waren die verschiedenen Nutzungsinteressen im 18. u. 19. Jahrhundert Grund für zahllose Prozesse.

## Aufgaben der Wühre
Wühre transportieren Wasser von einem Ursprungsgewässer aus mit geringem Gefälle zum Bestimmungsort. Kreuzende Gewässer im Wuhrverlauf werden gewöhnlich durch das Wuhr aufgenommen. Wühre werden zur
- Energiegewinnung für z. B. Hammerschmieden, Mühlen und Sägewerken
- Bewässerung und
- Brauchwasserversorgung

genutzt. Insbesondere als Wässerungsgraben war die Wühre im Südschwarzwald keine Besonderheit. Wässerungsgräben in Ausdehnungen von vielen Hundert Metern Länge und zum Teil in verzweigten Verläufen (z. B. Wässerungsgräben an den Wiesen-Abhängen des Wiesentals oder durch die Felder der Rheinebene) waren in den meisten Dörfern des Südschwarzwaldes, auch in den Orten zwischen Wehra und Alb angelegt worden, um im Frühjahr die Schneeschmelze zu beschleunigen und die Bodenfruchtbarkeit durch Schlammeintrag in der Zeit vor der Kunstdüngernutzung zu verbessern. Was die Wühren von Wassergräben unterscheidet, ist einerseits deren Bezeichnung und andererseits deren oft ausgedehnte Länge.

## Wühre zwischen Wehra und Schlücht

### Hochsaler Wuhr
Das Hochsaler Wuhr ist das längste Wuhr im Hotzenwald. Es wird an seinem Ursprung, Ortsteil Mühle (im Süden von Herrischried), vom Wasser der Murg an 3 Abgängen, sogenannten Schöpfen, und von einem von Segeten kommenden ehemaligen Seitengewässer der Murg gespeist und durchfließt Oberwihl und Hochsal. Im Zusammenhang mit der Hochsaler Wuhr wird im Zuge einer Erneuerung der Wasserrechte im Jahre 1588 auf eine Ordnung von 1453 Bezug genommen. Beim Verkauf des halben Berges Gersegge durch das Kloster Säckingen wird bereits im Jahre 1335 eine wasserfurte genannt. Die Hochsaler Wuhr hat die Seltenwuhr als Seitenwuhr, und von ihr zweigt 1,3 km nördlich von Rotzel die Rotzelwuhr mittels eines Wasserteilers ab.
Weitere wesentliche Urkunden zur Hochsaler Wuhr liegen aus den Jahren 1545(Vertragsbrief), 1666(Bescheid); 1667 (Schiedsspruch), 1670(Vertragsbrief), 1781 u. 1795(Urteile). Außerdem existieren ungezählte Dokumentseiten zu Rechtsstreitigkeiten bezüglich der Wuhrnutzung.
Seit der Mitte des 19. Jahrhunderts wurden Bemühungen unternommen, die Rechtsverhältnisse an der Hochsaler Wuhr in die Neuzeit zu überführen, was Anfang des 20. Jahrhunderts zur Gründung einer Wuhrgenossenschaft führte. Zu dieser Zeit versorgte die Wuhr noch sieben Firmen mit Wasserkraft: Eine Seidenbandweberei, früher Gerberei und Lohmühle, in Oberwihl; eine „Kundenmühle“ in Oberwihl; eine Seidenbandweberei in Rotzel; eine Sägemühle in Niederwihl; eine Sägemühle in Hochsal, eine Kundenmühle in Hochsal sowie eine mechanische Seidenbandweberei in Laufenburg. Ihre Wasserversorgung bezogen vier Haushalte in Oberwihl aus der Wühre.
Den Unterhalt der Wühre leistet heute der Wasser- und Bodenverband „Hochsaler-Wühre“.

### Heidenwuhr
Das Heidenwuhr, auch als Haidenwuhr bezeichnet, entspringt im oberen Seelbachtal einem Zufluss der Hauensteiner Murg, südöstlich von Hütten, Gemeinde Rickenbach (Hotzenwald) auf etwa 790 m ü. NN. Von dort wird das Wuhr etwa 7,5 km in südwestlicher Richtung entlang der Berge geführt, um dann nordwestlich von Egg in das Schöpfebachtal eingeleitet zu werden. Nach rund 2,3 km leitet das Wuhr einen Teil des Wassers in Richtung des Bergsees, den es auf den letzten 70 m durch einen Stollen erreicht. Nach dem Verlassen des Sees durch einen 90 m langen Stollen dienten mehrere Kanäle zur Versorgung der einzelnen Betriebe. Der See diente seit 1805 als Ausgleichsbecken zur Gewährleistung einer konstanten Wasserversorgung für die im Zuge der Industrialisierung in Bad Säckingen angesiedelten Fabriken.

### Hänner-Wuhr
Das Hänner-Wuhr (auch Hännemer Wühre genannt) ist nach dem Ort Hänner, einem Ortsteil der Gemeinde Murg, benannt, den das Wuhr durchfließt. Es wurde 1544 erstmals urkundlich erwähnt. Das Wasser wird am Ursprung nördlich von Hottingen, Gemeinde Rickenbach, aus der Hauensteiner Murg abgeleitet. Danach verläuft das Wuhr östlich um den Ort Hottingen nach Süden. Nachdem Hänner durchflossen ist, verläuft das Wuhr in Richtung Süden, nimmt den Sägenbach auf und fließt durch den Ortsteil Oberhof der Gemeinde Murg. Auf dem Weg zur Mündung in den Hochrhein fließt die Hännerwuhr durch den Ortsteil Hammer in Binzgen, einem Stadtteil von Laufenburg (Baden). Das Wasser hat hier in früheren Zeiten die Hammer-Schmiede angetrieben. Im weiteren Verlauf bis zur Mündung wurde das Wasser der Hännerwühre immer wieder zur Energiegewinnung genutzt. Den Unterhalt des Wuhrs wird heute von einer Genossenschaft geleistet.

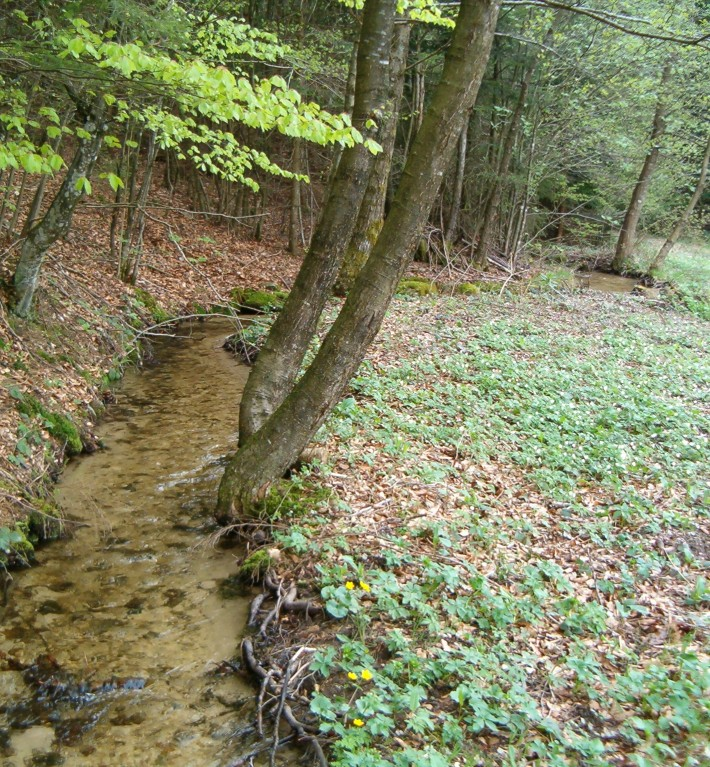
Das Seltenwuhr vor Oberwihl

### Seltenwuhr
Das Seltenwuhr ist ein kurzes Seitenwuhr des Hochsaler Wuhrs, das Wasser vom Breitebach (später Schildbach) abzweigt und noch vor Oberwihl, Gemeinde Görwihl, in das Hochsaler Wuhr einspeist.

### Rotzelwuhr
Das Rotzelwuhr (auch Rotzelewühre genannt) hat seinen Ursprung am Hochsaler Wuhr südlich von Oberwihl, durchquert Rotzel und geht dann in einem kleinen Seitenbach des Andelsbach auf.

### Berauer Wuhr
Das Berauer Wuhr ist ein ehemaliges Wuhr, das inzwischen wieder freigelegt ist. Es führte Wasser der Mettma nach Berau, Gemeinde Ühlingen-Birkendorf.
„Das Bauwerk gilt als das älteste von zahlreichen Wuhren im Hotzenwald. Der Wasserweg zwischen der sogenannten Heidenmühle und dem Berauer Kloster diente in der Vergangenheit dazu, dieses mit Wasser zu versorgen. Am Klosterberg wurde das Wasser zudem für den Betrieb von zwei Mühlen verwendet. Ob die Konstruktion mit einem Gefälle von fast durchgehend 0,5 Prozent aber aus der Zeit des Klosterbaus im Jahr 1117 stammt, ist nicht zweifelsfrei geklärt. ‚Vieles spricht dafür, dass das Wuhr sogar noch viel älter als das Kloster ist und bereits während der Bronzezeit angelegt wurde.‘ (Verein Historisches Berau).“
Das Wasser wurde danach, je nach Ort der letzten Nutzung, im Weihergraben über den Steilhang des Schlüchttals der Schlücht bzw. im Retschengraben über den Steilhang des Schwarzatals in die Schwarza abgeleitet.
|                              | Ursprung                                       | Ursprung                     | Mündung                                             | Mündung     | Länge ca.  | Länge ca. |
| ---------------------------- | ---------------------------------------------- | ---------------------------- | --------------------------------------------------- | ----------- | ---------- | --------- |
| Wuhrname:                    | Gewässername:                                  | Höhe ü. NN:                  | Gewässername:                                       | Höhe ü. NN: | künstlich: | gesamt:   |
| Hochsaler Wuhr               | Murg südl. Herrischried (3 Abgänge)            | ca. 820 m - ca. 840 m        | Hochrhein u. Zelggraben bei Laufenburg u. Luttingen | ca. 310 m   | 21,4 km    | 21,4 km   |
| Hänner-Wühre                 | Murg nördl. Hottingen                          | ca. 715 m                    | Hochrhein u. Andelsbach bei Laufenburg              | ca. 310 m   | 11,3 km    | 12,6 km   |
| Heidenwuhr                   | Schneckenbach                                  | ca. 805 m                    | Schöpfebach in Bad Säckingen                        | ca. 340 m   | 10,0 km    | 12,2 km   |
| Berauer Wuhr                 | Mettma                                         | ca. 770 m                    | Schlücht (mittelbar)                                | ca. 460 m   | n.n. km    | 8 km*     |
| Rüßwihler Wuhr               | Stellebächle, Wermutsbächle u. Tannemattbächle | ca. 740 m                    | Schildbach (mittelbar)                              | ca. 610 m   | 2,7 km     | 3,6 km    |
| Hintere Wühre                | Höllbach                                       | ca. 750 m                    | Unterlauf des Eschenbächle                          | ca. 680 m   | 2 km       |           |
| abgegangener Teil            | Eschenbächle                                   | ca. 757 m                    | Höllbachzweig der Hinteren Wühre                    | ca. 708 m   | ca. 1,0 km | 3,0 km    |
| Brutschywuhr                 | Seelbach* (Digeringen)                         | ca. 360 m                    | Seelbach (Dieg.),Schreiebach                        | ca. 310 m   | 2,2 km     | 2,2 km    |
| Eselswühre                   | Altbach (Niedergebisbach)                      | ca. 870 m                    | Murg                                                | ca. 790 m   | 1,9 km     | 1,9 km    |
| Rotzelwuhr                   | Hochsaler Wuhr                                 | ca. 629 m                    | Andelsbach (mittelbar)                              | ca. 500 m   | 1,8 km     | 1,8 km    |
| Vordere Wuhr                 | Eschenbächle                                   | ca. 710 m                    | Steimelbach                                         | ca. 665 m   | 1,6 km     |           |
| Abzweig                      | Vordere Wuhr b. Görwihler Moos                 | ca. 698 m                    | n.n. zum Höllbach                                   | ca. 680 m   | ca. 0,3 km | 1,9 km    |
| Seltenwuhr                   | Breitenbach                                    | ca. 780 m                    | Hochsaler Wuhr                                      | ca. 760 m   | 1,0 km     | 1,0 km    |
| Stängenmattwuhr              | Murg                                           | ca. 680 m                    | Altbach (Hottingen)                                 | ca. 670 m   | 0,9 km     | 0,9 km    |
| * Angabe bzw. Wert nach METZ | * Angabe bzw. Wert nach METZ                   | * Angabe bzw. Wert nach METZ | * Angabe bzw. Wert nach METZ                        | Summe:      | Summe:     | 70,5 km   |

## Gewannnamen und Urkunden mit Wuhrbezug
Einige noch bestehende künstliche Gewässer wurden nur in einzelnen Schriftstücken, wahrscheinlich weil der Begriff zeitweise Eingang in die badische Amtssprache gefunden hatte, als Wuhr bezeichnet, bei anderen handelt es sich um abgegangene Wasserläufe auf die nur noch über historische Dokumente oder über Gewann- und Ortsnamen geschlossen werden kann.

### Abgegangene Wühren zwischen Wehra und Schlücht

#### Heuelwuhr;Hornberg
Gewannname „Heuelwuhr“ westlich Hornberg, Gemeinde Herrischried, im Bereich Peterlgraben weist offenbar auf eine abgegangene Wuhr hin. Um diese Wuhr zu verifizieren, müsste mangels Urkunden im Gelände nach Spuren gesucht werden.

#### Wühre;Rippolingen
Östlich von Rippolingen, Gemeinde Bad Säckingen, findet sich im Tal des Heimbaches der Gewannname Wühre. Die Höhenverhältnisse ließen eine Ableitung aus dem Heimbach nach Rippolingen zu, jedoch liegt der Ort selbst auf dem Quellhorizont und sollte wenig Bedarf an Wasser gehabt haben. Ähnliches gilt für Obersäckingen, so dass am ehesten eine abgegangene Mühle im Heimbachtal als Wühre-Betreiber zu vermuten wäre.

#### Wühre;mittleres Albtal
In zwei Urkunden von 1520 und 1555 wird im Zusammenhang mit den Orten Niedingen, Bildstein, Ballenberg, Wittenschwand, Kutterau, Niedermühle, Immeneich auch ein Ort Wühre erwähnt, der bislang nicht auszumachen und zu deuten ist.

### Das Wuhrsystem am Unterlauf der Wiese
Für einzelne Orte am Unterlauf der Wiese sind schon für das Spätmittelalter Wuhren dokumentiert, die im Laufe der Jahrhunderte von Ort zu Ort zu einem Wuhrsystem oder Wuhrstrang gewachsen sind. Diese Wuhren sind in den nachfolgenden Gewerbekanälen noch in großen Abschnitten existent, in anderen durch Urkunden belegt oder anhand von Gewannnamen noch verzeichnet.

#### Anlage eines Wuhrs;Schopfheim, Gündenhausen, Maulburg, Steinen
Das Zustandekommen eines Wuhrbaues geht aus der Urkunde „Entscheid zwischen den Wiesenbesitzern zu Schopfheim, Gündenhausen und Maulburg sowie der Gemeinde Steinen über die Anlage eines Wuhrs“ aus dem Jahr 1660 hervor.

#### Hinter dem Wuhr;Steinen
Ein Gewann südöstlich der Gemeinde Steinen und südlich einer Ausleitung aus dem rechten Ufer der Wiese nennt sich „Hinter dem Wuhr“. Diese Wuhr wurde nach einer Strecke durch den Ort von ca. 1,9 km wieder der Wiese westlich Steinen zugeleitet.

#### Wuhr, Wuhrwesen u. Wuhrgenossenschaft;Brombach
Eine ganze Reihe von Urkunden berichten vom Wuhrwesen in Brombach, Gemeinde Lörrach. Lt. Findbuch: „Vergleich zwischen Hans Diebolt Reich von Reichenstein und der Gemeinde Lörrach wegen des neuen, durch das Dorf Brombach geführten Wuhres und Wassergrabens“ (1595); „Das von den hinteren Fischern des Wiesentales ruinierte Brombacher Gewerbe und Wässerungs-Wuhr (Fischerei in der Wiese)“ (1796); „Dammbau- und Wuhrwesen zu Brombach“ (1769); „Bildung einer Genossenschaft der Brombacher Wuhrinteressenten“ (1887); „Brombach Spezialia Amt Lörrach Wasserwesen Landbau Gruppe der Wiesenbesitzer des Lörracher Feldteiches gegen die übrigen Genossen der Wuhrgenossenschaft Brombach - Lörrach Kostenverteilung“ (1889). Das Brombacher Wuhr wurde nach dessen Erstellung gemäß den Darstellungen aus dem 18. Jahrhundert über Lörrach und Stetten bis einschließlich Riehen(BS)(CH) erweitert.
Die heute noch existierende Aus- und Einleitung am linken Ufer der Wiese geht offenbar auf einen Vertrag von 1595 zwischen Hans Diebolt Reich von Reichenstein und der Gemeinde Lörrach wegen des neuen, durch das Dorf Brombach geführten Wuhres und Wassergrabens zurück.

#### Wuhr;Rötteln
1777 zeugt eine Urkunde „Müller Schmiedlin in Röttelnsweiler gegen die Mattenbesitzer [wegen] Unterhaltung des Röttler Mühlen-Wuhres“ von einer Wuhr in Rötteln, Gemeinde Lörrach, als Ausleitung aus dem rechten Ufer der Wiese.

#### Wuhr, Stettener Wuhr; Lörrach, Tumringen und Stetten
Hierzu existieren in den Archiven ein „Verzeichnis der Güter in Lörracher Bann, welche an das Wuhr stoßen“(1595), die Urkunden „Schiedsrichterlicher Spruch in dem Streit der Gemeinden Stetten und Lörrach wegen des Stettener Wuhrs“(1661) und „Anlegung des neuen Wuhres in der Wiese bei Tumringen“ (1786–1790). Die Urkunden beziehen sich offenbar auf eine Fortführung des Brombacher Wuhrs das auf einer Länge von ca. 6 km bis zur Schweizer Grenze südlich der unregulierten Wiese verlief, von wo es heute noch weitere 3 km auf Riehener Gebiet weiter verläuft, bis es in eine gleich wieder anschließende Ausleitung aus der Wiese mündet. In den Karten des 18. Jhs. ist das künstliche Gewässer als „Canal“ angeschrieben. Mit der Korrektur der Wiese wird eine neue Ausleitung aus dem linken Ufer der Wiese gegenüber Tumringen angelegt und das Gewässer im Oberlauf als „Gewerbekanal“ angeschrieben. In den Karten ist zu erkennen, dass „Indien Fabrique“(Indienne Fabrik) in Lörrach und eine Mühle zwischen Lörrach und Stetten mit Wasserkraft und Wasser versorgt wurden. Im Unterlauf wird der künstliche Wasserlauf auf Stettener Gebiet „Teich“ und auf Schweizer Gebiet in aktuellen Karten „Neuer Teich“ genannt.

#### Wuhr am Mühlteich;Weil am Rhein
Urkunden vom August 1756 erwähnen ein „Wuhr am Mühlteich“ im Zusammenhang mit Mühlwasser und der Wiesenwässerung. Ungeklärt ist jedoch ob hier das Gewässer oder das Wehr gemeint ist, jedoch lassen sich aus den unten aufgeführten Auseinandersetzungen mit Basel eher künstliche Wasserläufe annehmen.

#### Wuhröffnung, Wuhrung;Riehen und Basel
Aus der Zeit zwischen 1749 und 1795 sind aus dem Findbuch des Generallandesarchivs vier Auseinandersetzungen mit der Stadt Basel und dessen Vorort Riehen verzeichnet:
1749 und 1755 jeweils „Beilegung der Differenzen zwischen dem Stand Basel und der Gemeinde Weil [über] die Wuhröffnung, den Mühlenteich etc.“
1764 „Differenzen zwischen Weil, Riehen und Basel, Wuhrung der Wiese und Beeinträchtigung durch Mattenwässerung.“
1795 „Wuhr- und Wässerungsdifferenzen zwischen Weil, Riehen und Basel“.

### Wuhren in den Randgebieten des Südschwarzwaldes

#### Wuhr Weeg;St. Peter
Ein „Plan über die vordere Scheidungs-Linie des Rohr-Allments“ von 1768 erwähnt einen „Wuhr Weeg“, wobei hierzu bisher kein Bezug zu einem künstlichen Wasserlauf bestätigt werden konnte.

#### Wuhr;Ehrenstetten
Aus der Akte „Ehrenstetten Spezialia Amt Staufen; Gewerbe“ aus den Jahren 1846/47 ist eine Streitsache des „Knöbel Müller gegen Federer Gerber wegen Herstellung eines Wuhrs“ aktenkundig. Im „Übersichts-Plan der Gemarkung Ehrenstetten“ vom Jahr 1884 mehrere Ausleitungen aus der Möhlin für dortige Mühlen, namentlich Felsen-, Hintere u. Vordere Mühle erkennbar. Außerdem zeigt die Gemarkungskarte zahlreiche Wässerungsgräben.

#### Herstellung eines Wuhres;Dottingen
Eine Akte „Dottingen Spezialia Amt Staufen Landbau“ aus den Jahren 1845/46 befasst sich mit der „Beschwerde des Altbürgermeister Zimmermann von Ballrechten wegen Beitrags zur Herstellung eines Wuhres“. Schon in den Karten „nach 1750“ und von 1793 ist östlich Oberdottingen, südlich des Castellberges, eine Ausleitung am rechten Ufer des Sulzbaches in einen künstliche Wasserlauf dargestellt, der bei Niederdottingen wieder in den Sulzbach mündet und am linken Ufer gleich wieder in eine Ausleitung übergeht, die die „untere Mühle mit Kraft“ versorgte. Die künstlichen Wasserläufe erstrecken sich auf ca. 2,1 Kilometer. Der „Übersichts-Plan der Gemarkungen Dottingen u. Ballenrechten“ vom Jahr 1883 zeigt auch noch ein verzweigtes Bewässerungsnetz, wobei aus diesen Karten keine „Wuhr“-Bezeichnung hervorgeht.

#### Wuhr;St. Ilgen
Für den Ort St. Ilgen, Gemeinde Sulzburg, wird in einem „Urteil im Streite des Klosters St. Trudpert mit den Einwohnern von St. Ilgen über eine Wuhr zu St. Ilgen“ vom Jahr 1396 vermutlich ein Gewässer im Sinne dieses Artikels erwähnt, wobei jedoch eine Bestätigung noch nicht vorliegt.

#### Wuhrzins;Dattingen (Müllheim)
Aus den Jahren 1798/99 ist eine Berainserneuerung über den Wuhr-, Weg- und Wässerungszins der Neumatten im Dattinger Bann dokumentiert. Für Dattingen zeigt die Karte von 1769/70 lediglich ein künstliches Gewässer westlich des Ortes als Verbindung zwischen dem Ehebach, der zuvor den Ort durchfließt und in den „Holebach“, heute „Holenbach“, mündet, und dem „Zuntzinger Bach“,heute „Zunzmattbach“. In der Gemarkungskarte von 1878 lassen sich einige wasserbaulich Eingriffe, in der Regel Begradigungen, und ein Mühlegraben erkennen. Eine Bestätigung des Wuhr-Begriffs war nicht auffindbar.

#### Wuhrmatten;Egringen
Im Ortsteil Egringen der Gemeinde Efringen-Kirchen findet sich ein Gewann namens „Wuhrmatten“ neben einer Ausleitung von ca. 1,25 km Länge auf dem Linken Ufer des Feuerbaches.

#### Wuhrhofu.Mühlen-Wuhr;Efringen
Ein „Lehenbrief für Georg Friedrich Kammüller zu Kandern über den Wuhrhof zu Efringen“ aus dem Jahre 1824 deutet auf eine dortige Wuhr hin. Der früher st-blasische Wuhrhof liegt am Engebach, „Engelbach“ gemäß Gemarkungskarte von 1876, südlich des ehemaligen Ortskerns von Efringen. Der Wuhrverlauf ist mit den bisher gesichteten Unterlagen nicht nachvollziehbar.
Eine weitere Urkunde über die „Unterhaltung des Efringer Mühlen-Wuhres, ob der Enge Bruck, auch Anlegung einer Stellfalle in dem Mühlteich unter gedachter Brücke zur überflüssigen Wasserableitung in den alten Bach, nicht weniger die Erhaltung des Känels über den Mühlteich, dadurch das Bergwasser bei Regengüssen seinen Lauf nehmen muss“ vom Jahr 1775 bezieht sich offenbar auf eine Ausleitung am rechten Ufer aus dem Engebach nordöstlich des ehemaligen Ortskerns von Efringen.

#### Wuhr;Rümmingen
1738 berichtet eine Urkunde von der „Eröffnung des Wässerungsgrabens und Herstellung des Wuhres“ an der Kander. Hier ist der Begriff Wuhr möglicherweise nur auf das Wehr angewendet. Ob sich die Urkunde auf die Ausleitung aus der Kander aus deren linkem Ufer nördlich von Rümmingen oder auf den Mühlkanal der aus dem rechten Ufer der Kander gespeist wurde und sich südwestlich von Rümmingen bis Binzen erstreckt, bezieht, ist unklar.

#### Wuhr;Säckingen
Das im „Vertrag der Stadt Säckingen mit den Angrenzern des Wuhrs, das dem Müller zu Säckingen dienen soll, über dieses Wuhr“ von 1457, erwähnte künstliche Gewässer ist momentan noch nicht bestimmt. Es liegt die Vermutung nahe, dass es sich um eine Wuhr aus den Teichen, gespeist vom „Schöpfebach“, heute „Gewerbebach“, nördlich des früheren Klosterareals handelte, das beim Kloster eine Mühle im dortigen Gewann „Mühlematten“ antrieb.

#### Wuhr;Waldshut, Gurtweil u. Koblenz(CH)
Eine Urkunde aus dem Jahr 1698 bezieht sich auf die „Gemeinsame Bewässerung der Schlattmatten und Reparatur des Wuhrs von Waldshut, Koblenz und Gurtweil“. Bekannt ist, dass die Schlüchtwiesen und der Schlatt im Bereich westlich der Mündung in die Wutach von Wässerungsgräben und Abschlagbauwerken durchzogen waren. Im Gelände sind einzelne trockenliegende Bauwerke noch zu finden und Gurtweil verfügt noch über zwei künstliche bzw. gestaltete Wasserläufe, den Mühlebach und den Landgraben.

#### Wuhr-Bach;Ofteringen
In der Karte „Grund-Riß Über die Abgemessene und in Grund gelegte Güter zu Offtringen“ aus dem Jahr 1804 wird der heutige Mühlekanal oberhalb der Reuentaler Mühle als „Wuhr- oder Mühle-Bach“ angeschrieben und von den Gewannen „Wuhrwies“/„Wuhrwiese“ und „Wuhrhalden“ gesäumt. Diese Ausleitung am linken Wutachufer liegt noch heute südlich Untereggingen und mündet nach 4,9 km am südlichen Ende von Wutöschingen wieder in die Wutach. Auf diesem Weg nimmt der „Wuhr-Bach“ die Seitengewässer von den östlichen Wutachtalabhängen, u. a. Kesselgraben und Gizigraben, auf.

#### Wuhrenäcker;Obermettingen
Das Gewann liegt östlich Obermettingen, Gemeinde Ühlingen-Birkendorf, wobei es sich um eine Ausleitung aus dem Dorfbach mutmaßlich für Wiesenwässerung handelte.

#### Wuhräcker;Mauchen
Hier ist nur noch der Gewannname nordwestlich von Mauchen, Stadt Stühlingen, bekannt, wobei es sich offenbar um eine Ausleitung des Mauchenbaches gehandelt haben muss.

#### Wuhr;Schwaningen
Das Gewann „Wuhr“ liegt südwestlich von Schwaningen, Stadt Stühlingen, wobei es sich im Kern wohl auf die noch bestehende eine Aus- und Einleitung am rechten Ufer des Ehrenbaches bezieht, die heute noch mit einer Länge von 1,1 km kartiert ist.

#### Wuhräcker/In den Wuhräckern;Eberfingen
Diese Gewannnamen sind für etwa dasselbe Areal nordöstlich Eberfingen, Stadt Stühlingen, rechts der Wutach in der Karte „Übersichtsplan der Gemarkung Eberfingen“ bzw. in den aktuellen Topographischen Karten verzeichnet. Spuren einer Wuhr sind rechts der Wutach bisher nicht bestätigt. In der Karte von 1882 ist direkt östlich des Gewannes ein verzweigter „Wässerungscanal“ links der Wutach unter Aufnahme des Löhrenbaches ausgewiesen.

### Wuhren außerhalb des Südschwarzwaldes
Der Wuhr-Begriff hat im Laufe der Geschichte durch alte Eigentumsverhältnisse oder durch Personen, die den Begriff nach außen getragen haben, in abgelegenere Gebiete Eingang gefunden.

#### Sisselfeld-Wuren;Sisseln(AG)(CH)
Das Kloster Säckingen hatte jenseits des Rheins Besitztümer, weswegen der Wuhr-Begriff wohl jenseits des Rheins Verwendung fand. Eine Karte aus der zweiten Hälfte des 18. Jahrhunderts, „GRUND-RJSS über die Haupt- und neben Wur sammt denen Matten auf dem sogenannten Sisselfeld und Hauptschwellen sammt ablöß“ dokumentiert Wässerungswuhren. Außerdem existiert ein „Grundbuch über alle früher Stiftischen Güter zu Saeckingen“ vom 28. September 1773 in dem auch die „Wuren“ genannt und Grundstücksbezogen dargestellt sind. Im Sisselfeld, das südlich von Obersäckingen auf der Schweizer Seite des Rheines liegt, hatte das Stift Säckingen Besitzungen. Da die „Wuren“ nicht im Zusammenhang mit dem speisenden Gewässer genannt werden, kann nur nach der Dufourkarte, TK100, von 1863 vermutet werden, dass es sich um eine Ausleitung aus dem „Sissel-Bach“ gehandelt haben müsste, die dort noch eingezeichnet zu sein scheint.

#### Wuhr zu den beiden Mühlen;Schleitheim(SH)(CH)
Auf die Schleitheimer Gewässer Taalmbach und Begginger Bach bezieht sich offenbar der „Vergleich zwischen der Abtei Reichenau und den Grafen Eberhard und Hug von Lupfen und das Wuhr zu den beiden Mühlen in Schleitheim“ vom Jahr 1312. Das Wuhr selbst ist in den verfügbaren Karten noch nicht ausgemacht und der Urkundentext noch nicht ausgewertet.

#### Wühre;Salem
Urkunden aus dem 19. Jh. berichten von „Sogenannte Wuhre auf den herrschaftlichen Wiesen“(1852); von Gewannen „Wühre“(1877) und „Wuhröschle“(1890).

#### Wuhr bei der Mühl;Goldach, Horn und Tübach
Aus dem Jahr 1636 ist ein „Vergleich zwischen den Gemeinden Goldach, Tübach (beide Kanton St. Gallen) und Horn (Kanton Thurgau) über die Grenzen und das Wuhr bei der Mühle“ überliefert. Die Orte liegen am südöstlichen Bodenseeufer. In welchem Sinn das Wort Wuhr hier zu verstehen ist, bedarf eines Studiums der Urkunde.

### Wuhren/Wiehrenim Sinn von Schutzdamm
Die Urkunden zu Wuhren im Gebiet von Altbreisach sowie die Urkunden zu Wuhren an der Dreisam um Freiburg und die dortige Wuhrordnung befassen sich mit den damals errichteten Schutzdämmen vor Hochwasser und Änderungen der Flussläufe. Der Ortsteil Wiehre von Freiburg hat seinen Namen ebenfalls daher.
Ober-, Mittel- und Unterwühre bei Häg-Ehrsberg lassen sich bislang weder auf Schutzdamm, Wehr noch auf Wühre im Sinne dieses Artikels zurückführen.

### Karten
- Topographische Karte über das GROSSHERZOGTHUM BADEN nach der allgemeinen Landesvermessung des Großherzoglichen militärisch topographischen Bureaus, Sect. XII.2. und Sect. XII.3. 1846/47; Maßstab 1:50000.
- Charte von Schwaben von Prof. J.G.F. von Bohnenberger, I.A. von Amman und E.H. Michaelis, 1798–1828, Blätter Wiese, Wutach und Basel; Maßstab ca. 1:86400.
- Topographische Karte des Landesvermessungsamtes Baden-Württemberg, Blätter: Wehr, Görwihl, Bad Säckingen und Laufenburg 1971–1976, Maßstab 1:25000.
- Topographische Karte Baden-Württemberg, digitale Version, 2005 des Landesvermessungsamtes Baden-Württemberg.
- Historische Revisions- und Gemarkungskarten zu den genannten Orten aus den digitalen Online-Veröffentlichungen des Generallandesarchivs in Karlsruhe.